# Charlot și Mabel la plimbare
Charlot și Mabel la plimbare (în engleză Getting Acquainted) este un film american de comedie din 1914 produs de Mack Sennett și scris și regizat de Charlie Chaplin. În alte roluri interpretează actorii Mabel Normand,  Phyllis Allen și Mack Swain.

## Distribuție
- Charles Chaplin - Mr. Sniffels
- Mabel Normand - Ambrose's wife
- Phyllis Allen - Mrs. Sniffels
- Mack Swain - Ambrose
- Harry McCoy  - Flirt in park
- Edgar Kennedy - Policeman
- Cecile Arnold - Mary